# Telewizja kolorowa
Telewizja kolorowa dotyczy technologii i praktyk związanych z transmisją ruchomych obrazów w kolorze.
W swojej najprostszej postaci, transmisja kolorów może być dokonywana przez nadawanie trzech obrazów monochromatycznych, każdy w jednym z trzech kolorów: czerwonym, zielonym i niebieskim (RGB). Barwy te mieszają się, tworząc wrażenie określonego koloru. Jednym z największych wyzwań technicznych wprowadzenia transmisji koloru była chęć obniżenia wysokiej wymaganej przepustowości, trzy razy większej od normy dla telewizji czarno-białej, tak aby ograniczyć niezbędne do transmisji pasmo radiowe.
Telewizja kolorowa została wynaleziona w roku 1928 przez Szkota Johna Logie Bairda, cztery lata po stworzeniu przez niego pierwszego telewizora w historii. Pierwsza publiczna demonstracja telewizji kolorowej miała miejsce 27 czerwca 1929 roku w Nowym Jorku. Przeprowadził ją inżynier Herbert Ives wraz ze współpracownikami z Bell Labs. Eksperymentalne transmisje telewizyjne programów w kolorze zaczęto nadawać w Stanach Zjednoczonych w latach czterdziestych, ale oficjalnie uruchomiono tam kolorową telewizję w roku 1950 po raz pierwszy na świecie. W Europie era telewizji kolorowej zaczęła się w RFN w sierpniu 1967.
W Polsce pierwszy publiczny pokaz telewizji kolorowej odbył się 14 października 1969. Transmisje kolorowego programu telewizyjnego rozpoczęto 16 marca 1971 przy wykorzystaniu francuskiego systemu nadawania SECAM. Początkowo kolorowe audycje nadawano tylko raz w tygodniu, w czwartki od godziny 18:00 lub nawet od 20:00. Pierwszym kolorowym spektaklem był zrealizowany przy użyciu jednej kamery telewizyjnej i nadany na żywo monodram „O szkodliwości palenia tytoniu” w reżyserii Jerzego Antczaka, z Tadeuszem Fijewskim w roli głównej. Spektakl ten wyemitowano 22 lipca 1971 z okazji Narodowego Święta Odrodzenia Polski. Oficjalną inaugurację telewizja kolorowa miała 6 grudnia 1971 gdy co dzień w kolorze nadawano transmisję z obrad VI zjazdu PZPR.